# Almonaster la Real
Almonaster la Real é um município da Espanha na província de Huelva, comunidade autónoma da Andaluzia, de área 322 km² com população de 1831 habitantes (2004) e densidade populacional de 5,69 hab./km².

## Demografia
| Variação demográfica do município entre 1991 e 2004 | Variação demográfica do município entre 1991 e 2004 | Variação demográfica do município entre 1991 e 2004 | Variação demográfica do município entre 1991 e 2004 |
| --------------------------------------------------- | --------------------------------------------------- | --------------------------------------------------- | --------------------------------------------------- |
| 1991                                                | 1996                                                | 2001                                                | 2004                                                |
| 2109                                                | 2057                                                | 1947                                                | 1858                                                |

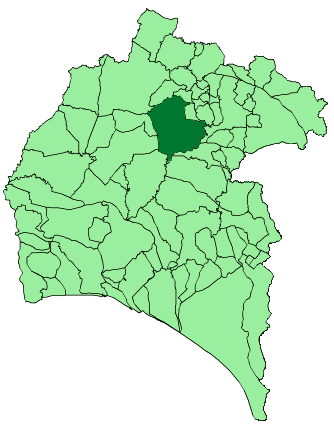
Localização de Almonaster la Real

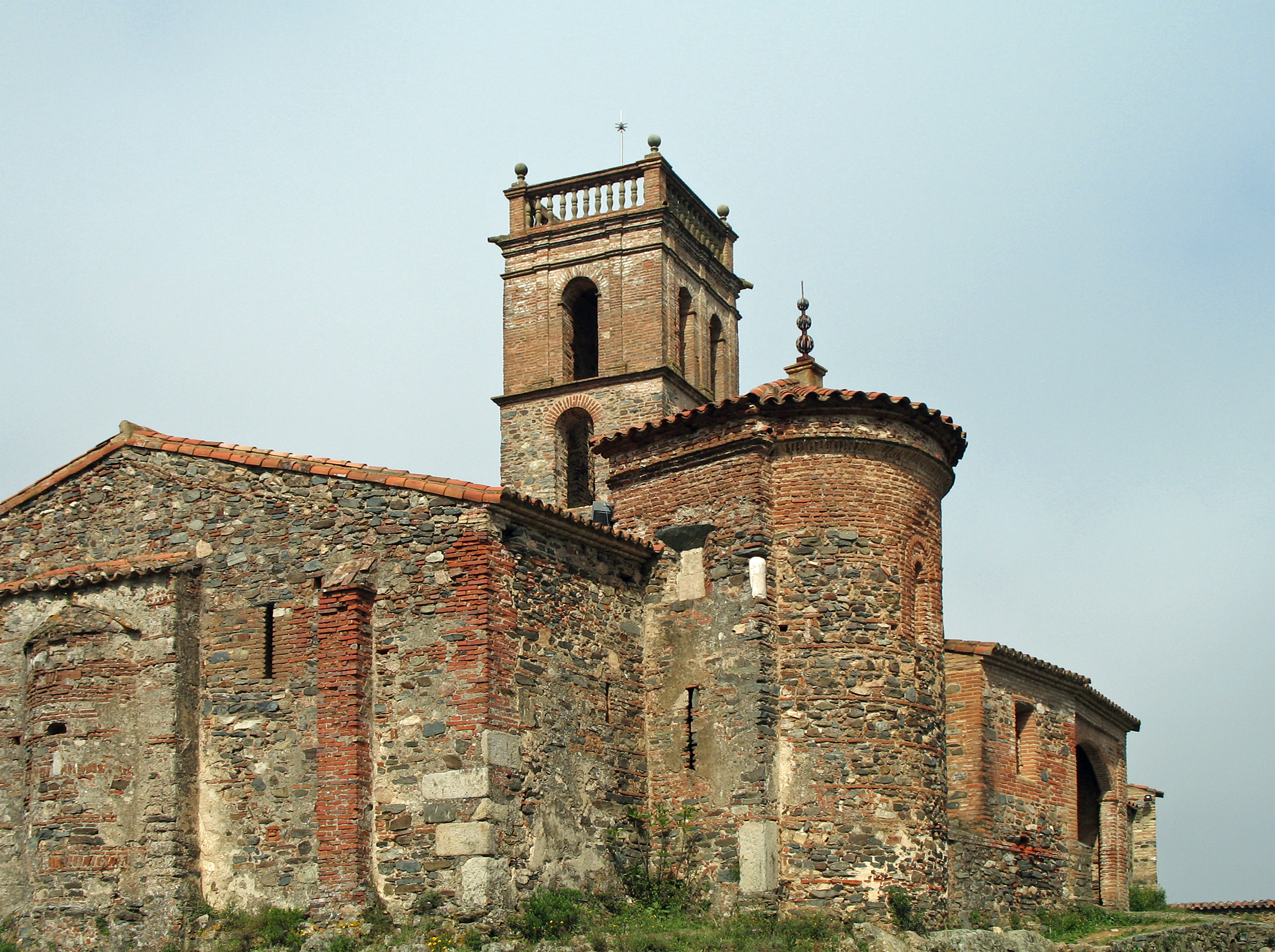
Mesquita de Almonaster

Tem a particularidade de ter a única mesquita rural de toda a Espanha que ainda se mantém desde a sua construção no século X, com algumas variantes e construções posteriores, mas, na sua maioria, ainda é o edifício durante o Emirado de Córdova.